# Guatteria stenocarpa
Guatteria stenocarpa är en kirimojaväxtart som beskrevs av Lobão, Maas och Mello-silva. Guatteria stenocarpa ingår i släktet Guatteria och familjen kirimojaväxter. Inga underarter finns listade i Catalogue of Life.